# 勒泽
勒泽（法語：Rezé，法語發音：[ʁəze] ⓘ），法国西部城市，卢瓦尔河地区大区大西洋卢瓦尔省的一个市镇，隶属于南特区，其市镇面积为13.8平方公里，2022年1月1日时人口数量为43,349人，是该省人口第四多的市镇，在法国市镇中排名第173位（2021年）。
勒泽位于大西洋卢瓦尔省中南部，南特塞夫尔河与卢瓦尔河交汇处左岸，是南特的近郊卫星城，境内建有居民区、商业中心等设施。

## 地名来源
根据当地官方网站的论述，“Rezé”一名出自拉蒂亚图姆，该名称可能出自古希腊人名Ratiation。卢瓦尔河入海口南岸的雷地区名称来源于此地。十九世纪初，当地曾使用“Resé”作为官方名称拼写。
勒泽所处区域历史上曾通行布列塔尼语，“Rezé”对应的布列塔尼语拼写可能为“Reudied”，当地的双语路牌曾多次遭到破坏。

## 历史

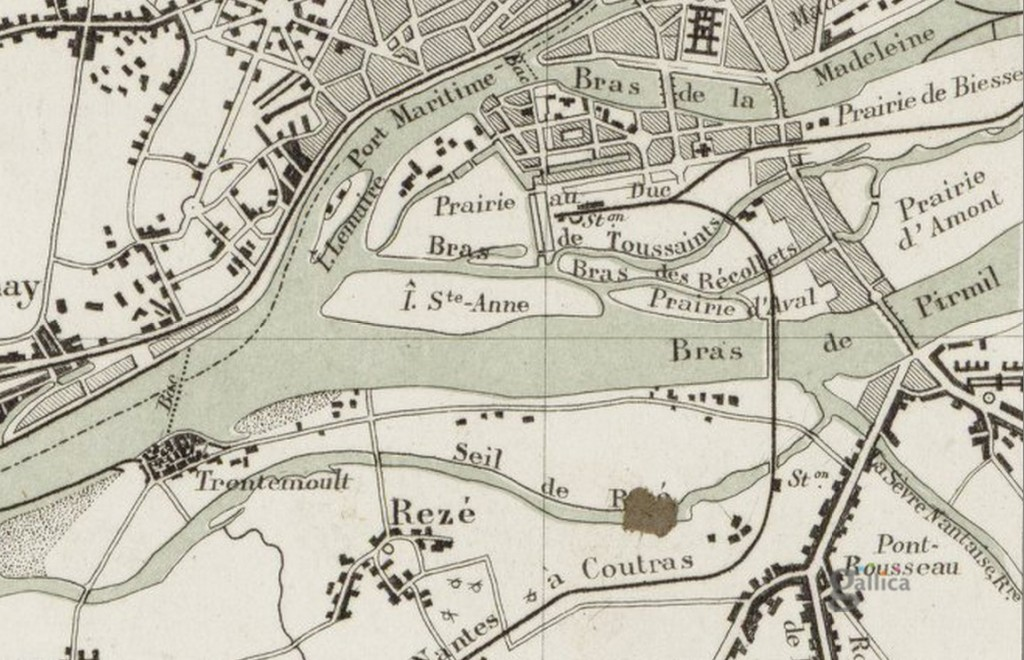
十九世纪末的勒泽地图

勒泽的早期历史尚不清楚，当地境内有新石器时代的巨石阵分布。古典时期，古罗马人曾在征服高卢后建立拉蒂亚图姆，后者是彼时阿基坦高卢行省内卢瓦尔河沿岸最大的港口，与康德温库姆（今南特）隔河相望。中世纪初，勒泽港口因泥沙淤塞而逐渐废弃，当地的经济中心逐渐被南特代替。公元851年，布列塔尼国王埃里斯波埃吞并了勒泽所在的卢瓦尔河左岸地区。十世纪末，勒泽庄园主被授予子爵头衔。1285年，勒泽境内出现了圣殿骑士团。布列塔尼继承战争期间，勒泽领主西尔韦斯特三世（Sylvestre III）加入夏尔·德·布卢瓦军队。十五世纪布列塔尼并入法兰西王国后，勒泽先后被盖马德克家族（famille de Guémadeuc）和蒙蒂家族继承。1669年，勒泽领主获得伯爵头衔，其成员在此修建勒泽城堡（Château de Rezé）。法国大革命后，勒泽成为下卢瓦尔省（1957年更名为“大西洋卢瓦尔省”）的一个市镇。旺代战争期间，共和国军队在勒泽境内开辟诺迪耶尔（Naudières）军营。自十九世纪末以来，得益于南特的城市扩张，勒泽逐渐成为南特近郊的一个卫星城，当地人口数量逐年增加，并在黄金三十年期间修建了多处集中式居民区。自1973年起，勒泽成为同名县的县治，并于2014年再次拆分为勒泽第一县和勒泽第二县。
在地方文化研究方面，当地的地方史爱好者于1982年成立了“勒泽历史协会”（Rezé Histoire）。

## 地理

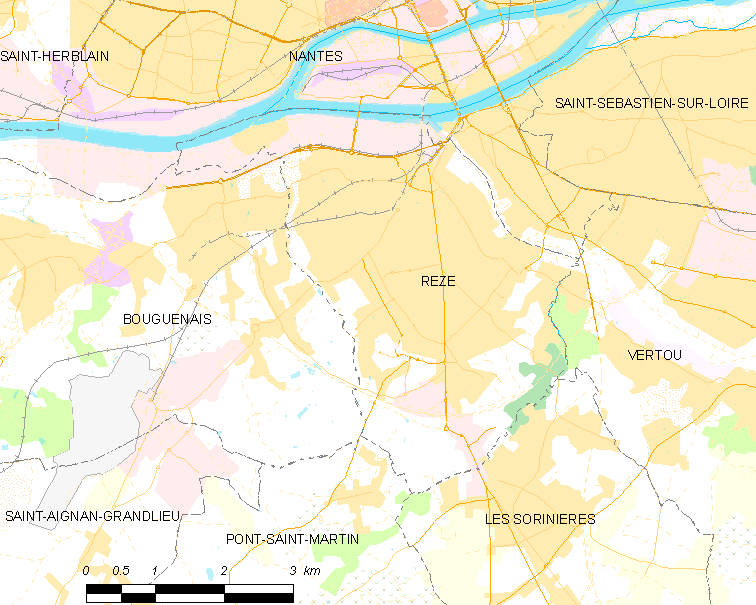
勒泽市镇范围地图

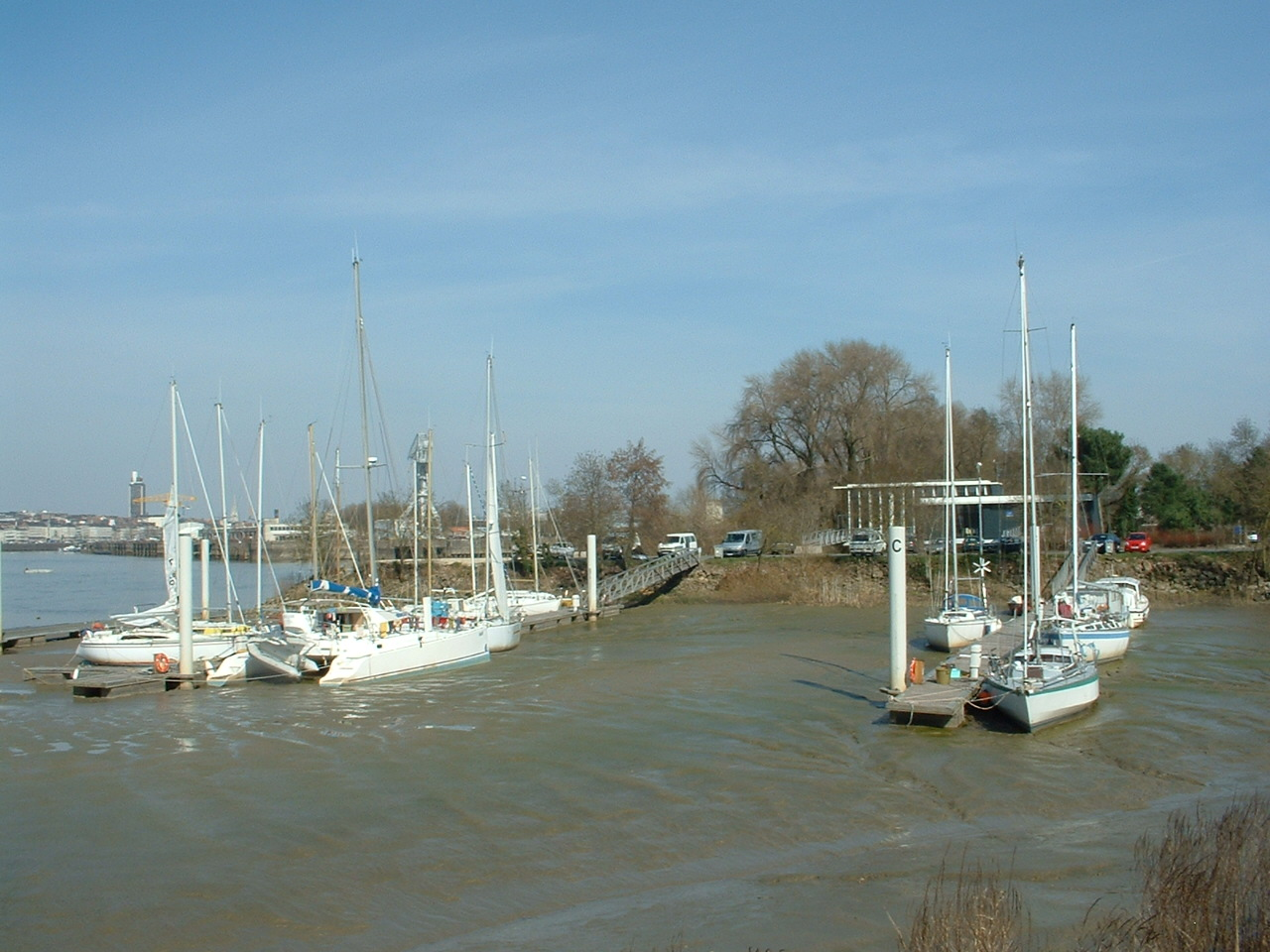
卢瓦尔河勒泽段

勒泽位于法国西部，卢瓦尔河地区大区西部和大西洋卢瓦尔省中南部，距离省会南特大约5公里。与勒泽接壤的市镇包括：南特、布格奈、蓬圣马丹、莱索里尼耶尔和韦尔图。

### 地形
勒泽位于雷地区东北角，境内以平原为主，市镇中心地势较为平坦，市镇最南端有少许起伏，全境海拔在1到42米之间。

### 水文
南特塞夫尔河自东南向西北流经勒泽市镇东界，并在其北部注入卢瓦尔河的皮尔米勒水道（Bras de Pirmil），后者自东向西流经勒泽市镇北界。此外还有雅盖尔溪（ruisseau de la Jaguère）自南向北流经市镇西界。

### 植被
勒泽属于温带阔叶混交林区，林地多分布于河流附近及坡地地带，马欧迪耶尔公园（Parc des Mahaudières）、卡尔特里公园（Parc de la Carterie）、保罗·阿兰公园（Parc Paul Allain）等是当地主要的城市绿地。
在鲜花城市的评比中，勒泽被评为3星级鲜花城市。

### 气候
勒泽在柯本气候分类法中属于温带海洋性气候（Cfb），全年温差较小，降水分布均匀。
距离勒泽最近的常年气象站为位于布格奈境内的南特机场气象站，以下为该气象站的数据：
| 布格奈-南特机场 1981年－2022年 | 布格奈-南特机场 1981年－2022年 | 布格奈-南特机场 1981年－2022年 | 布格奈-南特机场 1981年－2022年 | 布格奈-南特机场 1981年－2022年 | 布格奈-南特机场 1981年－2022年 | 布格奈-南特机场 1981年－2022年 | 布格奈-南特机场 1981年－2022年 | 布格奈-南特机场 1981年－2022年 | 布格奈-南特机场 1981年－2022年 | 布格奈-南特机场 1981年－2022年 | 布格奈-南特机场 1981年－2022年 | 布格奈-南特机场 1981年－2022年 | 布格奈-南特机场 1981年－2022年 |
| 月份                           | 1月                            | 2月                            | 3月                            | 4月                            | 5月                            | 6月                            | 7月                            | 8月                            | 9月                            | 10月                           | 11月                           | 12月                           | 全年                           |
| ------------------------------ | ------------------------------ | ------------------------------ | ------------------------------ | ------------------------------ | ------------------------------ | ------------------------------ | ------------------------------ | ------------------------------ | ------------------------------ | ------------------------------ | ------------------------------ | ------------------------------ | ------------------------------ |
| 历史最高温 °C（°F）            | 18.2 (64.8)                    | 22.6 (72.7)                    | 23.8 (74.8)                    | 28.3 (82.9)                    | 32.8 (91.0)                    | 39.1 (102.4)                   | 42 (108)                       | 39.2 (102.6)                   | 35.1 (95.2)                    | 30.2 (86.4)                    | 21.8 (71.2)                    | 18.4 (65.1)                    | 40.3 (104.5)                   |
| 平均高温 °C（°F）              | 9 (48)                         | 9.9 (49.8)                     | 13 (55)                        | 15.5 (59.9)                    | 19.2 (66.6)                    | 22.7 (72.9)                    | 24.8 (76.6)                    | 25 (77)                        | 22.1 (71.8)                    | 17.5 (63.5)                    | 12.4 (54.3)                    | 9.3 (48.7)                     | 16.7 (62.1)                    |
| 日均气温 °C（°F）              | 6 (43)                         | 6.4 (43.5)                     | 8.9 (48.0)                     | 11 (52)                        | 14.5 (58.1)                    | 17.6 (63.7)                    | 19.6 (67.3)                    | 19.6 (67.3)                    | 17 (63)                        | 13.5 (56.3)                    | 9 (48)                         | 6.3 (43.3)                     | 12.5 (54.5)                    |
| 平均低温 °C（°F）              | 3.1 (37.6)                     | 2.9 (37.2)                     | 4.8 (40.6)                     | 6.4 (43.5)                     | 9.9 (49.8)                     | 12.6 (54.7)                    | 14.4 (57.9)                    | 14.2 (57.6)                    | 11.9 (53.4)                    | 9.4 (48.9)                     | 5.7 (42.3)                     | 3.4 (38.1)                     | 8.2 (46.8)                     |
| 历史最低温 °C（°F）            | −13 (9)                        | −15.6 (3.9)                    | −9.6 (14.7)                    | −3 (27)                        | −1.5 (29.3)                    | 3.8 (38.8)                     | 5.8 (42.4)                     | 5.6 (42.1)                     | 2.8 (37.0)                     | −3.3 (26.1)                    | −6.8 (19.8)                    | −10.8 (12.6)                   | −15.6 (3.9)                    |
| 平均降水量 mm（）              | 86.4 (3.40)                    | 69 (2.7)                       | 60.9 (2.40)                    | 61.4 (2.42)                    | 66.2 (2.61)                    | 43.4 (1.71)                    | 45.9 (1.81)                    | 44.1 (1.74)                    | 62.9 (2.48)                    | 92.8 (3.65)                    | 89.7 (3.53)                    | 96.8 (3.81)                    | 819.5 (32.26)                  |
| 月均日照時數                   | 73.2                           | 97.3                           | 141.3                          | 169.8                          | 189                            | 206.5                          | 213.7                          | 226.8                          | 193.8                          | 118.2                          | 85.8                           | 76.1                           | 1,791.5                        |
| 来源：infoclimat.fr            |                                |                                |                                |                                |                                |                                |                                |                                |                                |                                |                                |                                |                                |

## 行政区划
勒泽的市镇编号为44143，邮政编号为44400。
在行政管理方面，勒泽隶属于法国卢瓦尔河地区大区大西洋卢瓦尔省南特区；在地方选举方面，勒泽是勒泽第一县和勒泽第二县的中央投票站所在地，其市镇范围全境被划入大西洋卢瓦尔省第四选区；在社会管理方面，勒泽是南特都会区的组成部分。
勒泽市镇被划为七个街区，并实行街区自治制度。截至2024年12月，勒泽市镇范围内的城堡（Château）街区为城市政策优先街区。
法国国家统计与经济研究所（简称“INSEE”）在进行数据统计时，将勒泽及相邻的另外23个市镇设为南特城市核心区（2020年调整至共22个），并将包括核心区在内的周边共108个市镇划为南特城市区。自2020年起，南特城市区被包含116个市镇的南特城市辐射区代替。此外，INSEE还将勒泽市镇分为了13个“块区”（IRIS），以便于统计人口分布情况。

## 交通

### 公路
法国国道N844线（南特环城公路）从勒泽市镇范围南部通过，另有大西洋卢瓦尔省省道D65线、D137线和D723线等在勒泽境内交汇。卢瓦尔河地区大区公共交通（商业名称为“Aleop”）下属的大西洋卢瓦尔省城际客运301线、303线、312线、314线、362线和380线（校车线路）经停勒泽，可前往雷地区圣佩尔、圣菲尔贝德格朗略、蓬圣马丹、圣米歇尔谢夫谢夫、罗什塞维耶尔和勒比尼翁。
|  | 16 |

|  | 7 |

| 南特 | 5 |

| 韦尔图 | 10 |

2021年，76.3%的勒泽家庭拥有至少一辆私人汽车。2022年，勒泽境内共发生各类交通事故11起，造成12人受伤，其中8人重伤。

### 铁路
勒泽位于南特—永河畔拉罗什铁路上。勒泽蓬鲁索站位于勒泽市区北部，停靠往返于南特和波尔尼克/圣吉勒-克鲁瓦德维一线的区域列车。

### 航空
勒泽距离南特机场的公路里程大约6公里。

### 城市公共交通

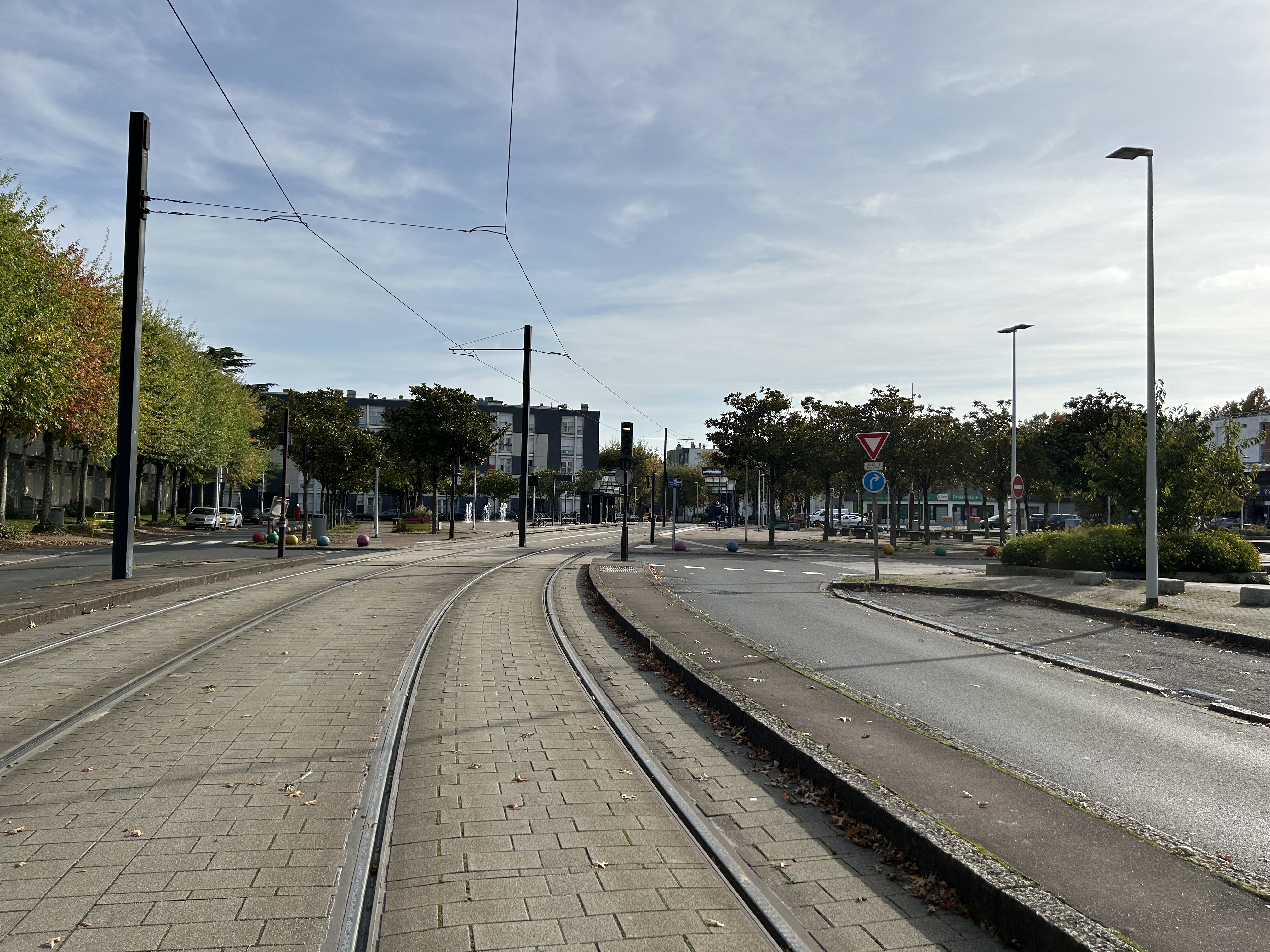
勒泽境内的南特有轨电车3号线轨道

勒泽是南特城市公共交通（商业名称为“Naolib”）的服务覆盖范围。截至2024年12月，该系统共包括三条有轨电车线路、两条大容量公交线路和近百条各类公交线路，其中南特有轨电车2号线和3号线经过勒泽境内并设有多个车站，C4线、30路、33路、36路、97路和98路也经过勒泽境内。

## 政治

### 市政内阁

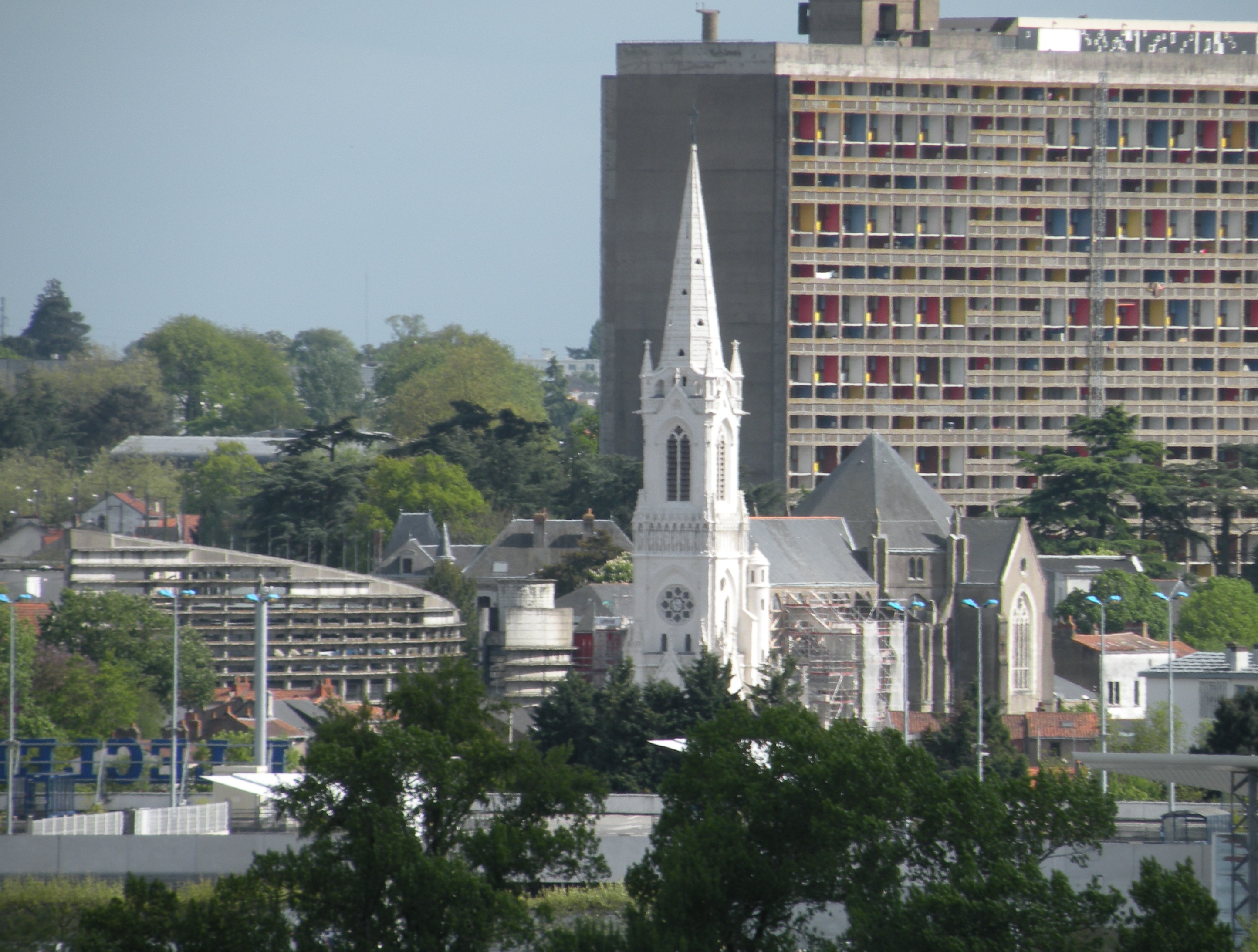
远眺勒泽市政厅大楼

勒泽的现任市长为阿涅丝·布尔热女士（Agnès BOURGEAIS），她是一名左翼无党派人士，自2022年2月起担任市长职务；其前任为埃尔韦·诺先生（Hervé NEAU），他是一名左翼无党派人士，在2020年的市政选举中获得了60.61%的支持率，他在任期内因私人问题自杀身亡。
| 勒泽历届市长   | 勒泽历届市长                       | 勒泽历届市长                   |
| 任期           | 市长                               | 党派                           |
| -------------- | ---------------------------------- | ------------------------------ |
| 1944年－1945年 | Jean VIGNAIS 让·维涅               | RAD激进党                      |
| 1945年－1949年 | Arthur BOUTIN 阿蒂尔·布坦          | SFIO工人国际法国支部           |
| 1949年－1959年 | Georges BÉNÉZET 乔治·贝内泽        | RPF法国人民联盟                |
| 1959年－1978年 | Alexandre PLANCHER 亚历山大·普朗谢 | SFIO工人国际法国支部 →PS社会党 |
| 1978年－1999年 | Jacques FLOCH 雅克·弗洛克          | PS社会党                       |
| 1999年－2014年 | Gilles RETIÈRE 吉勒·雷蒂埃         | PS社会党                       |
| 2014年－2020年 | Gérard ALLARD 热拉尔·阿拉尔        | PS社会党                       |
| 2020年－2022年 | Hervé NEAU 埃尔韦·诺               | GS世代·s →DVG左翼无党派人士    |
| 2022年－       | Agnès BOURGEAIS 阿涅丝·布尔热      | DVG左翼无党派人士              |

### 各级选举
| 勒泽历届投票选举结果 | 勒泽历届投票选举结果   | 勒泽历届投票选举结果          | 勒泽历届投票选举结果 | 勒泽历届投票选举结果            | 勒泽历届投票选举结果 | 勒泽历届投票选举结果 | 勒泽历届投票选举结果            | 勒泽历届投票选举结果 | 勒泽历届投票选举结果 |
| 选举项目             | 选举范围               | 选区单位                      | 选区单位内的选举结果 | 选区单位内的选举结果            | 选区单位内的选举结果 | 选区单位内的选举结果 | 选区单位内的选举结果            | 选区单位内的选举结果 | 参考资料             |
| 选举项目             | 选举范围               | 选区单位                      | 第一轮胜出者         | 第一轮胜出者                    | 支持率               | 第二轮胜出者         | 第二轮胜出者                    | 支持率               | 参考资料             |
| -------------------- | ---------------------- | ----------------------------- | -------------------- | ------------------------------- | -------------------- | -------------------- | ------------------------------- | -------------------- | -------------------- |
| 2017年法國總統選舉   | 法國                   | 市镇                          |                      | 埃马纽埃尔·马克龙               | 29.55%               |                      | 埃马纽埃尔·马克龙               | 83.73%               | [ 35 ]               |
| 2017年法国立法选举   | 大西洋卢瓦尔省第四选区 | 市镇                          |                      | 奥德·阿马杜                     | 36.34%               |                      | 奥德·阿马杜                     | 52.09%               | [ 35 ]               |
| 2019年欧洲议会选举   | 法國                   | 市镇                          |                      | 亚尼克·雅多                     | 24.49%               | （不适用）           | （不适用）                      | （不适用）           | [ 38 ]               |
| 2021年法国省级选举   | 大西洋卢瓦尔省         | 勒泽第一县                    |                      | 米里亚姆·比雅尔 弗雷迪·埃尔沃雄 | 38.04%               |                      | 米里亚姆·比雅尔 弗雷迪·埃尔沃雄 | 58.96%               | [ 39 ] [ 40 ]        |
| 2021年法国省级选举   | 大西洋卢瓦尔省         | 市镇（第一县部分）            |                      | 米里亚姆·比雅尔 弗雷迪·埃尔沃雄 | 40.95%               |                      | 米里亚姆·比雅尔 弗雷迪·埃尔沃雄 | 76.44%               | [ 39 ] [ 40 ]        |
| 2021年法国省级选举   | 大西洋卢瓦尔省         | 勒泽第二县 市镇（第二县部分） |                      | 多米妮克·普瓦鲁 弗朗索瓦·蒂里耶 | 35.23%               |                      | 多米妮克·普瓦鲁 弗朗索瓦·蒂里耶 | 59.27%               | [ 39 ] [ 40 ]        |
| 2021年法国大区选举   |                        | 市镇                          |                      | 马蒂厄·奥尔弗兰                 | 33.64%               |                      | 马蒂厄·奥尔弗兰                 | 61.72%               | [ 41 ]               |
| 2022年法国总统选举   | 法國                   | 市镇                          |                      | 让-吕克·梅朗雄                  | 34.78%               |                      | 埃马纽埃尔·马克龙               | 77.22%               | [ 35 ]               |
| 2022年法国立法选举   | 大西洋卢瓦尔省第四选区 | 市镇                          |                      | 朱莉·拉埃尔努斯                 | 49.55%               |                      | 朱莉·拉埃尔努斯                 | 63.63%               | [ 35 ]               |
| 2024年欧洲议会选举   | 法國                   | 市镇                          |                      | 拉斐爾·格魯克斯曼               | 25.36%               | （不适用）           | （不适用）                      | （不适用）           | [ 35 ]               |
| 2024年法国立法选举   | 大西洋卢瓦尔省第四选区 | 市镇                          |                      | 朱莉·拉埃尔努斯                 | 54.82%               |                      | 朱莉·拉埃尔努斯                 | 61.37%               | [ 35 ]               |

## 人口
2021年，勒泽市镇人口数量为42,998，在法国排名第173位。其中男性19,955人，女性23,043人，75岁及以上人口占7.9%，外籍人口数量为2,513人，人口密度为3,120人/平方公里，当地居民被称为（男性）或（女性）。2022年，勒泽境内出生517人，死亡人口388人。
| 勒泽1901年－2021年人口变化情况 |
|                                |
| 数据来源：Cassini、INSEE       |

## 经济

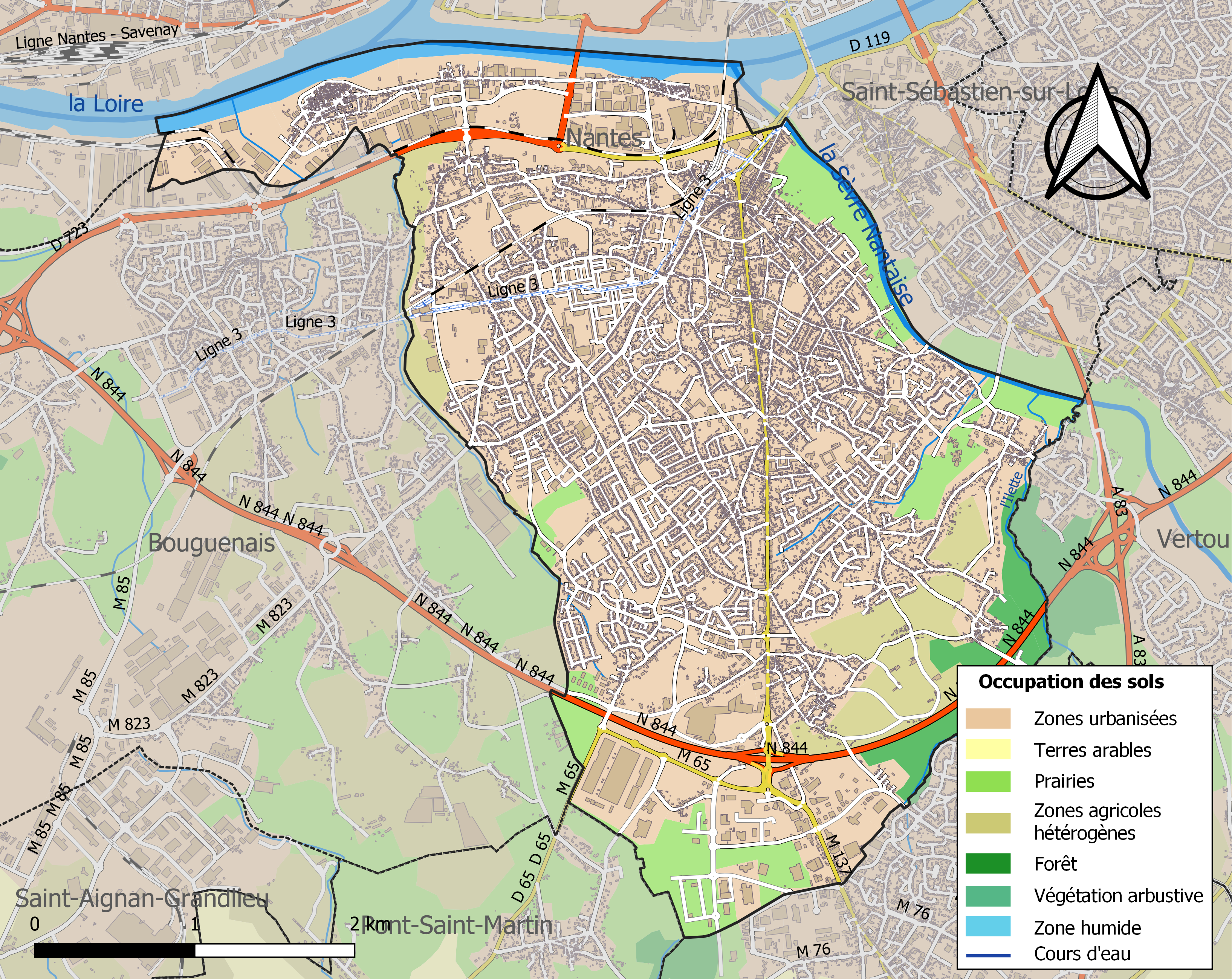
勒泽土地利用情况地图

勒泽是南特的一个近郊卫星城。截至2024年12月，勒泽市镇范围内共有各类用人单位（包含自雇）5,992家，平均历史为13年，其中98.82%为中小型企业（PME），2024年10月至12月间，当地的经济活力指数为0。（塑料制品生产）、（供应）及（金属矿产销售）是当地2022年已公布营业额最高的三个企业，分别为221,580,939欧元、198,389,499欧元和164,518,514欧元。

## 财政与居民收入
2023年，勒泽的财政收入总额为57,929,260欧元，财政支出总额为56,813,580欧元，当年的债务总额为18,665,970欧元。2023年，勒泽市镇通过增值税获得1,287,450欧元的收入，此外当地还共获得了948,420欧元的国家直接财政补助。
| 勒泽居民收入情况                                 | 勒泽居民收入情况 | 勒泽居民收入情况      | 勒泽居民收入情况 |
| 内容                                             | 勒泽             | 法国                  | 统计年份         |
| ------------------------------------------------ | ---------------- | --------------------- | ---------------- |
| 征税家庭总数                                     | 19,589           | 1,081（法国市镇平均） | 2022年           |
| 居民平均月收入                                   | 2,374欧元        | 2,435欧元             | 2022年           |
| 高级职员人均月收入                               | 3,589欧元        | 4,331欧元             | 2021年           |
| 中级职员人均月收入                               | 2,285欧元        | 2,470欧元             | 2021年           |
| 普通职员人均月收入                               | 1,786欧元        | 1,801欧元             | 2021年           |
| 贫困率                                           | 13%              | 14.5%                 | 2020年           |
| 青壮年（15至64岁）失业率                         | 10.3%            | 7.4%                  | 2020年           |
| 征税家庭数量占比                                 | 47.9%            | 45.5%                 | 2020年           |
| 家庭年均纳税                                     | 2,837欧元        | 4,393欧元             | 2022年           |
| 资料来源：INSEE、L'Internaute、Le Journal du Net |                  |                       |                  |

## 社会事务

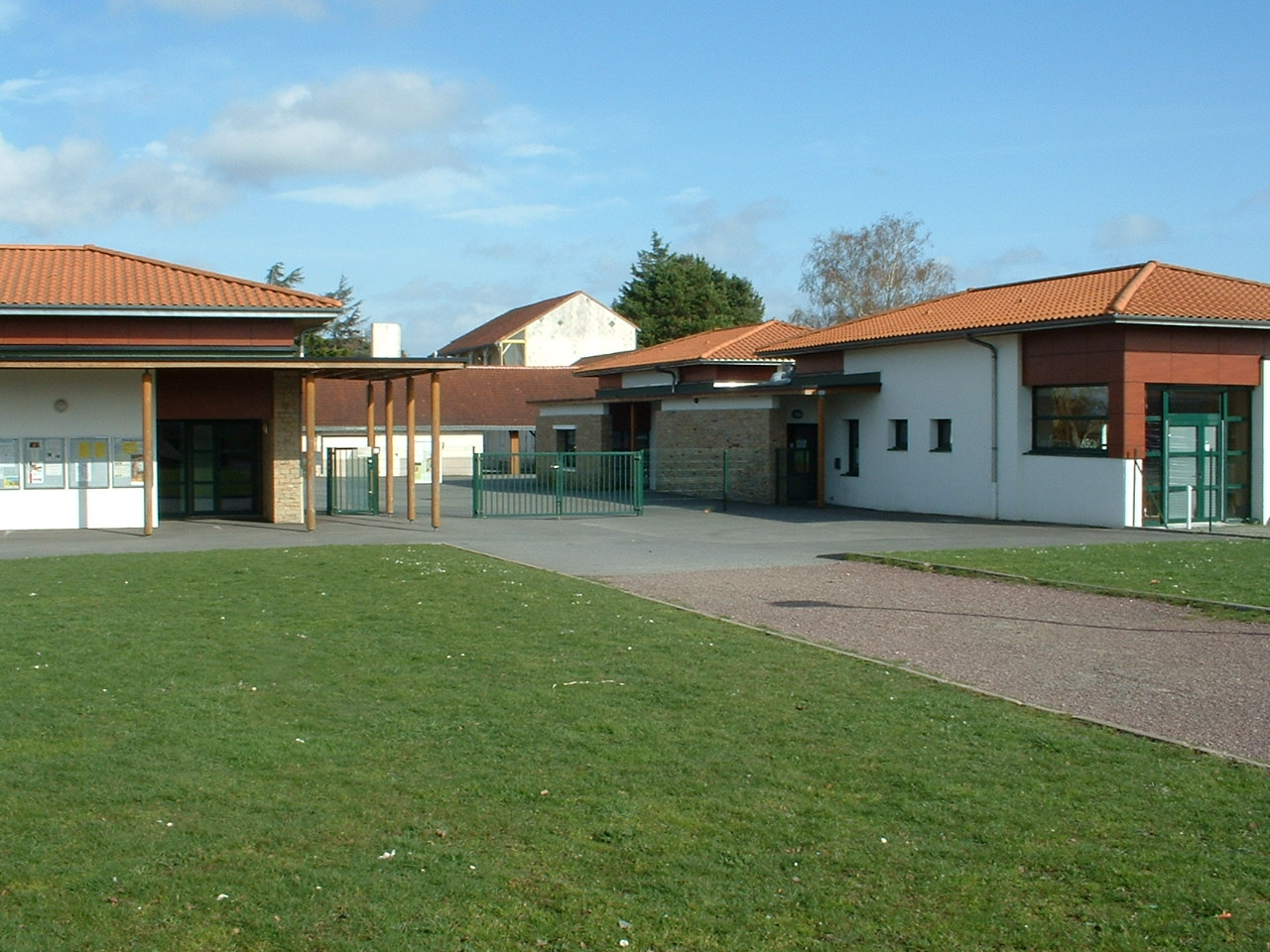
拉贡小学

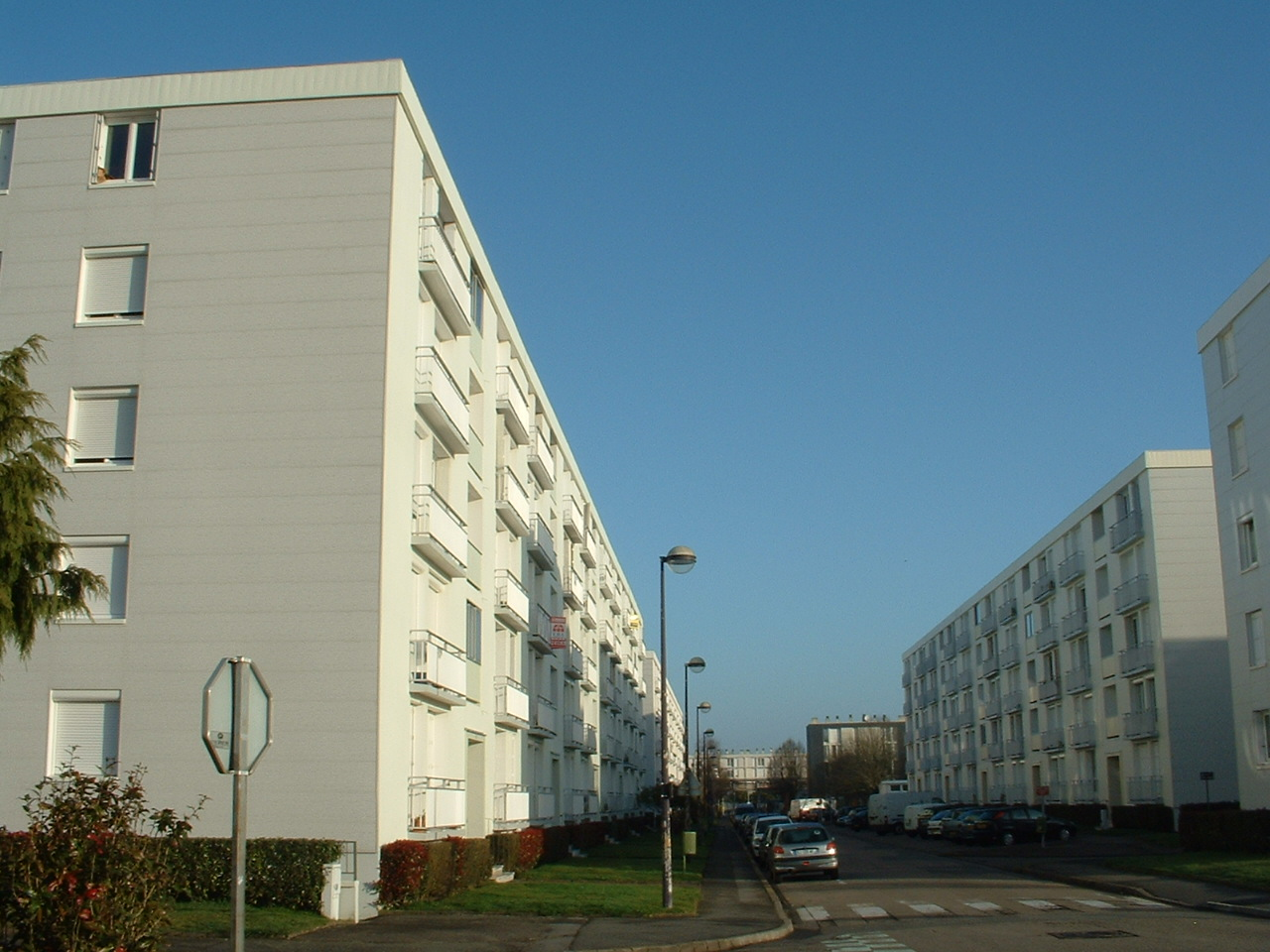
城堡街区

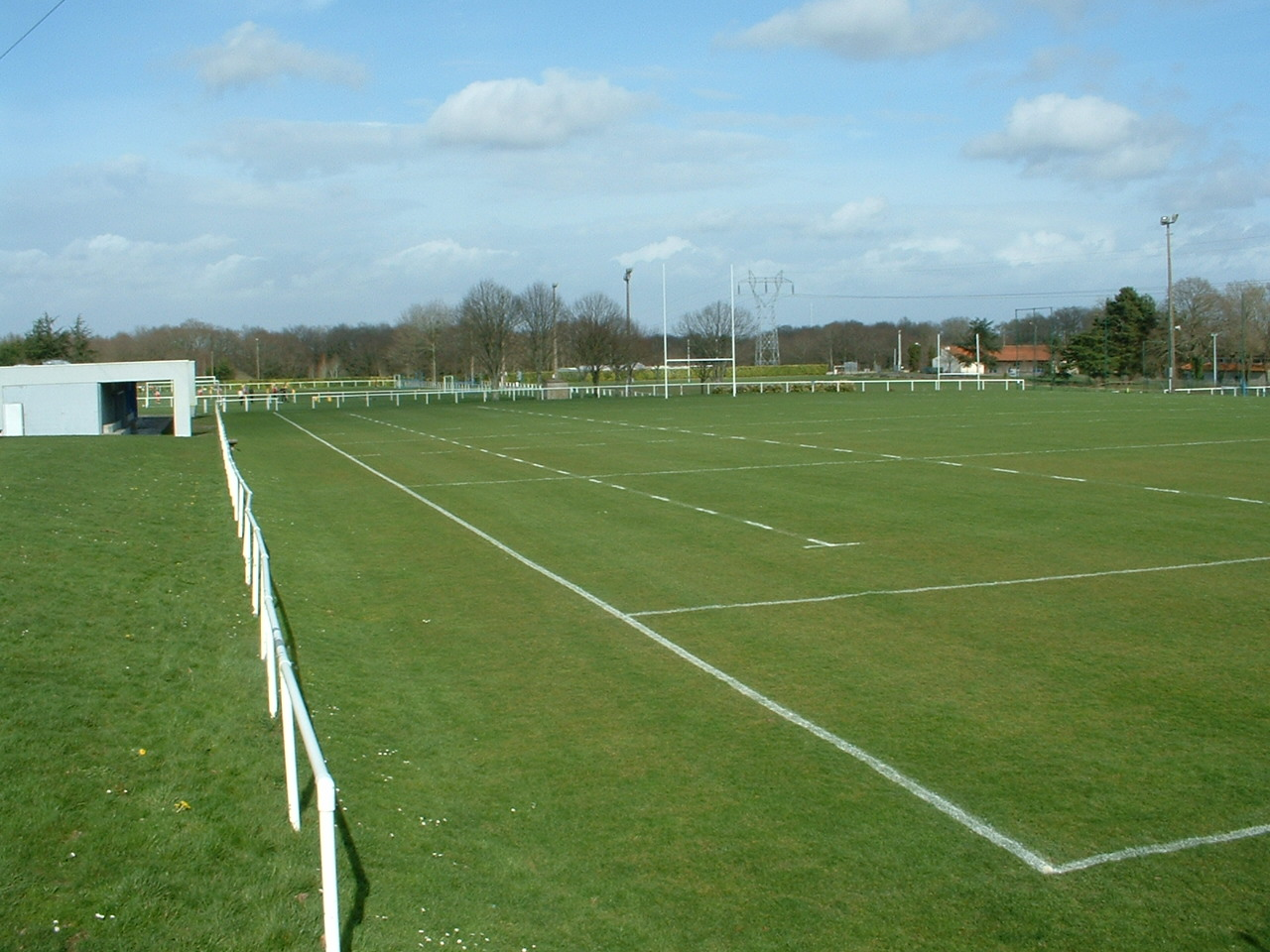
勒泽境内的一处球场

### 教育
勒泽属于南特学区。截至2023年1月1日，勒泽境内共有7所幼儿园、13所小学、5所初级中学、2所普通高中和1所职业高中。2022至2023学年度，勒泽境内共有在校中等教育阶段学生5,642名。
在高等教育方面，勒泽境内有四所卫生学校。

### 医疗
截至2023年1月1日，勒泽境内共有全科医生66名、保健师67名、牙医40名、护士43名、眼科医生7名、皮肤科医生1名、助产士5名和儿科医生2名。境内共有药房11家、养老院7家、残疾人帮扶中心4家。
汇流私立医院（Hôpital Privé du Confluent）位于勒泽市镇北侧，靠近南特塞夫尔河口，是一家私立综合性医疗机构。
距离勒泽最近的区域性医疗机构为南特大学中心医院，其主病区圣雅克医院位于南特市区南侧，距离勒泽的正常车程大约7分钟，该院设有床位970个，是大西洋卢瓦尔省内规模最大的公立综合性医院。

### 住房
2021年，勒泽境内共有各类住房22,012套，其中46.8%为独立式住宅，52.1%为集中式住宅。常住房屋占勒泽市镇范围内居民建筑总量的92.3%。
在住房保障政策方面，2023年，勒泽境内共有10,380户家庭获得了家庭津贴补助，受益人数占总人口数量的24.1%，其中4,190份为房租补助。

### 商业
2021年，勒泽境内共有各类实体商铺854家，其中餐厅97家、大型超市15家、杂货店7家、面包房27家、肉铺8家、书店8家、装饰品店2家、银行门店17家、美容美发店45家、汽车维修店42家。勒泽镇中心建有两家Lidl和一家家乐福便民超市，市区南端建有“海洋百货”商业中心（Galerie Océane），内有E.Leclerc、Mr.Bricolage、H&M等商场。

### 体育
2023年，勒泽境内共有1家游泳池、15间体育馆、4座综合体育场、1处网球场、8处足球或橄榄球场、7处篮球或排球场以及1处高尔夫球场。
南特-勒泽排球俱乐部是一家位于勒泽境内的排球俱乐部，成立于2006年，其主队2023至2024赛季参加法国男子排球联赛（法国第一级别），并获得该赛季的法国男子排球杯冠军，后因财政问题而于2024年7月解散。
截至2024年12月，勒泽境内共有三家注册足球俱乐部。勒泽足球俱乐部（FC Rezé，编号544184）是当地的代表性足球队，成立于1993年，其主队2024至2025赛季参加卢瓦尔河地区大区足球联赛乙组（法国第七级别），其主场为莱奥·拉格朗日球场（Stade Léo Lagrange）。

### 环境
勒泽的环境事务由其所属的南特都会区联合各级政府协调负责。2021年，勒泽境内共有5家污染企业。

### 治安
2021年，勒泽市镇范围内共有1处派出所。
2023年，勒泽市镇范围内累计记录各类案件2,331起，其中盗窃类案件1,444起，人身侵犯类案件418起，毒品交易类案件70起。

## 文化

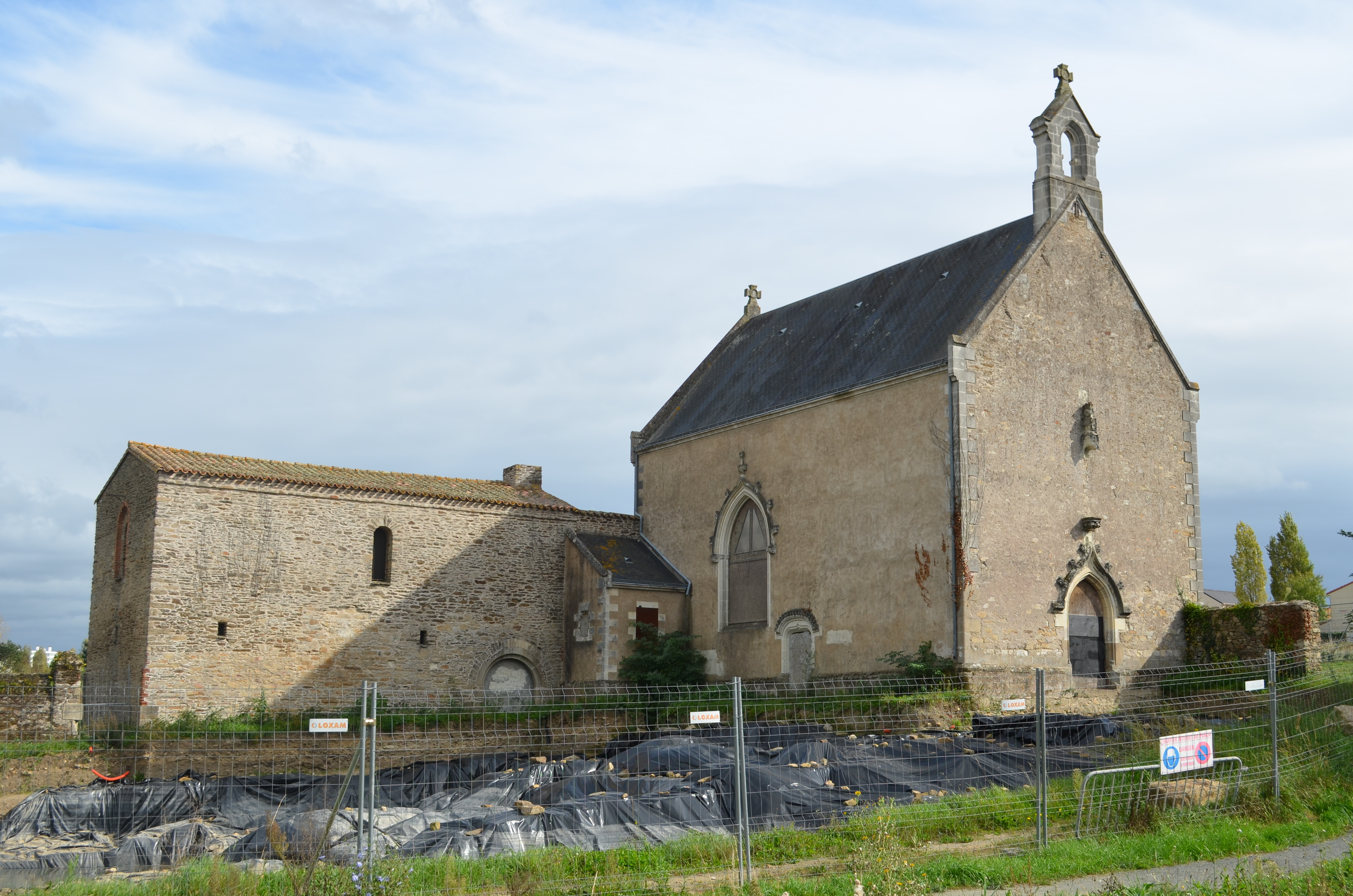
圣吕皮安小教堂

2023年，勒泽境内共有3家剧场、1家电影院和1家音乐厅。勒泽境内建有狄德罗多媒体中心（Médiathèque Diderot），每周二至六向公众开放。

### 建筑
勒泽境内有多处历史建筑，其中圣吕皮安教堂、阳光城等为法国国家文物保护单位，此外圣伯多禄交通亦是当地的地标性建筑物。

### 旅游
勒泽的旅游事务由其所属的南特都会区联合各级政府协调负责。2024年，勒泽境内共有5家酒店共计345间房间。

### 媒体
法国主要的媒体均可在勒泽接收，法国电视三台下属的卢瓦尔河地区大区频道在部分时段播出勒泽所在大西洋卢瓦尔省的地方新闻。《大洋报》（隶属于《法国西部报》）、蓝色法兰西卢瓦尔大洋广播、云雀广播、南特电视台等是当地主要的地方性媒体。

## 相关人物
法国雕塑家皮埃尔·拉法盖和作家邦雅曼·佩雷出生于勒泽。

## 友好城市
截至2024年12月，勒泽共与四座城市建立了友好城市关系：
- 德国 圣文德尔
- 阿尔及利亚 艾因迪夫拉
- 爱尔兰 邓多克
- 羅馬尼亞 伊內烏